# Ioannis Vrettos
Ioannis Vrettos (in greco Ιωάννης Βρεττός; fl. XIX secolo) è stato un maratoneta greco.
Partecipò alle gare di atletica leggera delle prime Olimpiadi moderne che si svolsero ad Atene nel 1896, nella maratona, dove arrivò quarto.